# Anoplognathus porosus
Anoplognathus porosus es una especie de escarabajo perteneciente al género Anoplognathus, de la familia Scarabaeidae, orden Coleoptera. Fue descrita por el sueco Johan Wilhelm Dalman en 1817.
La especie lleva el nombre porosus debido a las insignias o marcas pigmentadas que presenta en los élitros.

## Descripción
Mide 17-25 mm de longitud. Presenta una coloración que va desde el marrón hasta el rojo, con ciertos reflejos verde a rosa. El pronoto es oscuro, élitros de color negro con formas o líneas distintivas. El tórax presenta pelaje largo, la parte del abdomen contiene poco pelaje. Las patas son oscuras y los tarsos negros con distintivos verdes.

## Distribución y hábitat
La especie se distribuye por Australia, especialmente desde el estado de Victoria hasta el norte de Queensland (península del cabo York). Suele habitar en árboles y se alimenta de eucaliptos.